# Javier R. Velasco
Javier R. Velasco fue un político peruano. 
Fue elegido diputado suplente por la provincia de Canas en 1907 hasta 1912 durante los gobiernos de José Pardo y Barreda y el primero de Augusto B. Leguía. Fue reelecto en 1913 hasta 1918 durante los gobiernos de Guillermo Billinghurst, Oscar R. Benavides y José Pardo y Barreda.